# Dickes Ausrufezeichensymbol
Das Dicke Ausrufezeichensymbol (❗) wird als auffälliges Symbol mit den Warnfunktionen des Ausrufezeichens verwendet.

## Entstehung, Bedeutung und Anwendung
Das kodierte Dicke Ausrufezeichensymbol hat seinen Ursprung im japanischen Teletext. Dort ist es ein Verkehrszeichen und bedeutet „Hindernisse auf der Straße“. Es ist seit 1. Oktober 2009 Bestandteil von Unicode 5.2. Da gegebenenfalls die Form durch eine Norm festgelegt ist, konnte es nicht mit einem der Ausrufezeichenornamente von Hermann Zapf vereinigt werden.
Das Dicke Ausrufezeichensymbol ist das Gefahrenpiktogramm GHS07 des Global harmonisierten Systems zur Einstufung und Kennzeichnung von Chemikalien.

## Darstellung in Computersystemen
Im internationalen Zeichenkodierungssystem Unicode liegt „❗“ auf Position:
- U+2757 ❗ Dickes Ausrufezeichensymbol (HEAVY EXCLAMATION MARK SYMBOL)

## Ersetzung
Als Ersatz dient das Ausrufezeichen oder eines der beiden Ausrufezeichenornamente aus dem Unicode-Block Dingbats.

## Ähnliche Zeichen
- U+0021 ! Ausrufezeichen (EXCLAMATION MARK)
- U+2762 ❢ Dickes Ausrufezeichenornament (HEAVY EXCLAMATION MARK ORNAMENT)
- U+2763 ❣ Dickes herzförmiges Ausrufezeichenornament (HEAVY HEART EXCLAMATION MARK ORNAMENT)